# Скотт, Олимпия
Олимпия Рани Скотт (англ. Olympia Ranee Scott; в замужестве Скотт-Ричардсон (англ. Scott-Richardson); родилась 5 августа 1976 года в Лос-Анджелесе, Калифорния, США) — американская профессиональная баскетболистка, играла в женской национальной баскетбольной ассоциации. Была выбрана на драфте ВНБА 1998 года во втором раунде под общим одиннадцатым номером клубом «Юта Старз». Выступала на позиции центровой.

## Ранние годы
Олимпия Скотт родилась 5 августа 1976 года в городе Лос-Анджелес (Калифорния), училась там же в средней школе Сент-Бернард, в которой выступала за местную баскетбольную команду.